# Johannes Johansson Oinonen
Johannes Johansson Oinonen ("Niitaho-Jussi"), född 16 maj 1874 på Niitaho, Norra Viggen, Nyskoga församling, Värmlands län, död 13 februari 1965 i Torsby, var en skogsfinsk skogsarbetare och vandrare.
Johannes Johansson Oinonen var son till Johannes Bertilsen och Anna Olofsdotter Oinoinen. Han arbetade en tid i USA. Han var därefter kyrkobokförd på Viggen 1:48, som också var hans barndomshem. Han bodde i dess bryggstuga, eftersom huvudbyggnaden sedan länge inte var beboelig.
Han fick av president Urho Kekkonen den finländska orden Finlands Lejons orden som symbol för de sista 15 finsktalande skogsfinnarna.
Nitaho-Jussi porträtterades i filmen Finnskog og trollskap 1956, som baserades på boken med samma namn av Dagfinn Grønoset (1920–2008) från 1953.  
Han var ogift.